# Caecidotea williamsi
Caecidotea williamsi is een pissebed uit de familie Asellidae. De wetenschappelijke naam van de soort is voor het eerst geldig gepubliceerd in 2002 door Escobar-Briones & Alcocer.